# Ndukaku Alison
Ndukaku Alison (sinh ngày 12 tháng 8 năm 1991) là một cầu thủ bóng đá người Nigeria.

## Sự nghiệp
Alison dành hầu hết sự nghiệp thi đấu ở Phần Lan thi đấu cho RoPS  và AC Kajaani. Năm 2016 anh bắt đầu thi đấu Chittagong Abahani Limited ở Bangladesh.